# Aganocrossus fugitivus
Aganocrossus fugitivus är en skalbaggsart som beskrevs av Louis Albert Péringuey 1901. Aganocrossus fugitivus ingår i släktet Aganocrossus och familjen Aphodiidae. Inga underarter finns listade i Catalogue of Life.